# Keachi
Keachi – miasto w Stanach Zjednoczonych, w stanie Luizjana, w parafii DeSoto.